# Law & Order - Unità vittime speciali
Law & Order - Unità vittime speciali (Law & Order: Special Victims Unit) è una serie televisiva poliziesca statunitense trasmessa dal 1999. Ideata da Dick Wolf e girata a New York, costituisce il primo spin-off di Law & Order - I due volti della giustizia.
La serie è nota negli Stati Uniti anche con la sigla Law & Order: SVU e in Italia come Law & Order - Unità speciale.
È trasmessa in prima visione negli Stati Uniti da NBC dal 20 settembre 1999. In Italia ha inizialmente debuttato in prima visione il 13 settembre 2001 sulla pay TV TELE+; in seguito è stata trasmessa sul satellite da Fox e Fox Crime, e successivamente sulla piattaforma digitale terrestre Mediaset Premium da Joi e Premium Crime. Dal 26 novembre 2021 viene trasmessa su Sky Investigation. In chiaro è andata in onda su Rete 4 (dove sono state trasmesse quasi integralmente le prime dodici stagioni), Iris (che ha trasmesso diversi episodi lasciati inediti da Rete 4 tra cui buona parte della settima stagione) e Top Crime (che trasmette dalla nona stagione in poi).
È la serie live action più longeva nella storia della televisione statunitense.

## Trama
(Introduzione agli episodi di Law & Order - Unità vittime speciali, recitata da Steven Zirnkilton nella versione statunitense e da Luca Ward nell'adattamento italiano.)
La serie, come gli altri spin-off di Law & Order, racconta in ogni episodio un caso poliziesco e segue da una parte l'attività investigativa attuata da una squadra di detective e da una parte l'aspetto giudiziario con l'iniziativa processuale condotta dalla procura distrettuale. A differenziare la serie dagli altri spin-off è il genere dei crimini trattati. Infatti la trama segue le vicende dell'"unità vittime speciali" della polizia di New York, che si occupa esclusivamente delle vittime colpite da crimini sessuali.
Rispetto alla serie madre non c'è parità fra aspetto investigativo, che qui prevale nettamente, e aspetto giudiziario.

## Episodi
| Stagione                  | Episodi | Prima TV originale | Prima TV Italia |
| ------------------------- | ------- | ------------------ | --------------- |
| Prima stagione            | 22      | 1999-2000          | 2001-2002       |
| Seconda stagione          | 21      | 2000-2001          | 2002            |
| Terza stagione            | 23      | 2001-2002          | 2003            |
| Quarta stagione           | 25      | 2002-2003          | 2004            |
| Quinta stagione           | 25      | 2003-2004          | 2004-2005       |
| Sesta stagione            | 23      | 2004-2005          | 2005            |
| Settima stagione          | 22      | 2005-2006          | 2006            |
| Ottava stagione           | 22      | 2006-2007          | 2007            |
| Nona stagione             | 19      | 2007-2008          | 2008-2009       |
| Decima stagione           | 22      | 2008-2009          | 2009            |
| Undicesima stagione       | 24      | 2009-2010          | 2010            |
| Dodicesima stagione       | 24      | 2010-2011          | 2011            |
| Tredicesima stagione      | 23      | 2011-2012          | 2012-2013       |
| Quattordicesima stagione  | 24      | 2012-2013          | 2013            |
| Quindicesima stagione     | 24      | 2013-2014          | 2014            |
| Sedicesima stagione       | 23      | 2014-2015          | 2015-2016       |
| Diciassettesima stagione  | 23      | 2015-2016          | 2016            |
| Diciottesima stagione     | 21      | 2016-2017          | 2017-2018       |
| Diciannovesima stagione   | 24      | 2017-2018          | 2018            |
| Ventesima stagione        | 24      | 2018-2019          | 2019            |
| Ventunesima stagione      | 20      | 2019-2020          | 2020            |
| Ventiduesima stagione     | 16      | 2020-2021          | 2021-2022       |
| Ventitreesima stagione    | 22      | 2021-2022          | 2022            |
| Ventiquattresima stagione | 22      | 2022-2023          | 2023            |
| Venticinquesima stagione  | 13      | 2024               | 2024            |
| Ventiseiesima stagione    | 22      | 2024-2025          | 2025            |

## Produzione

### Ideazione e sviluppo

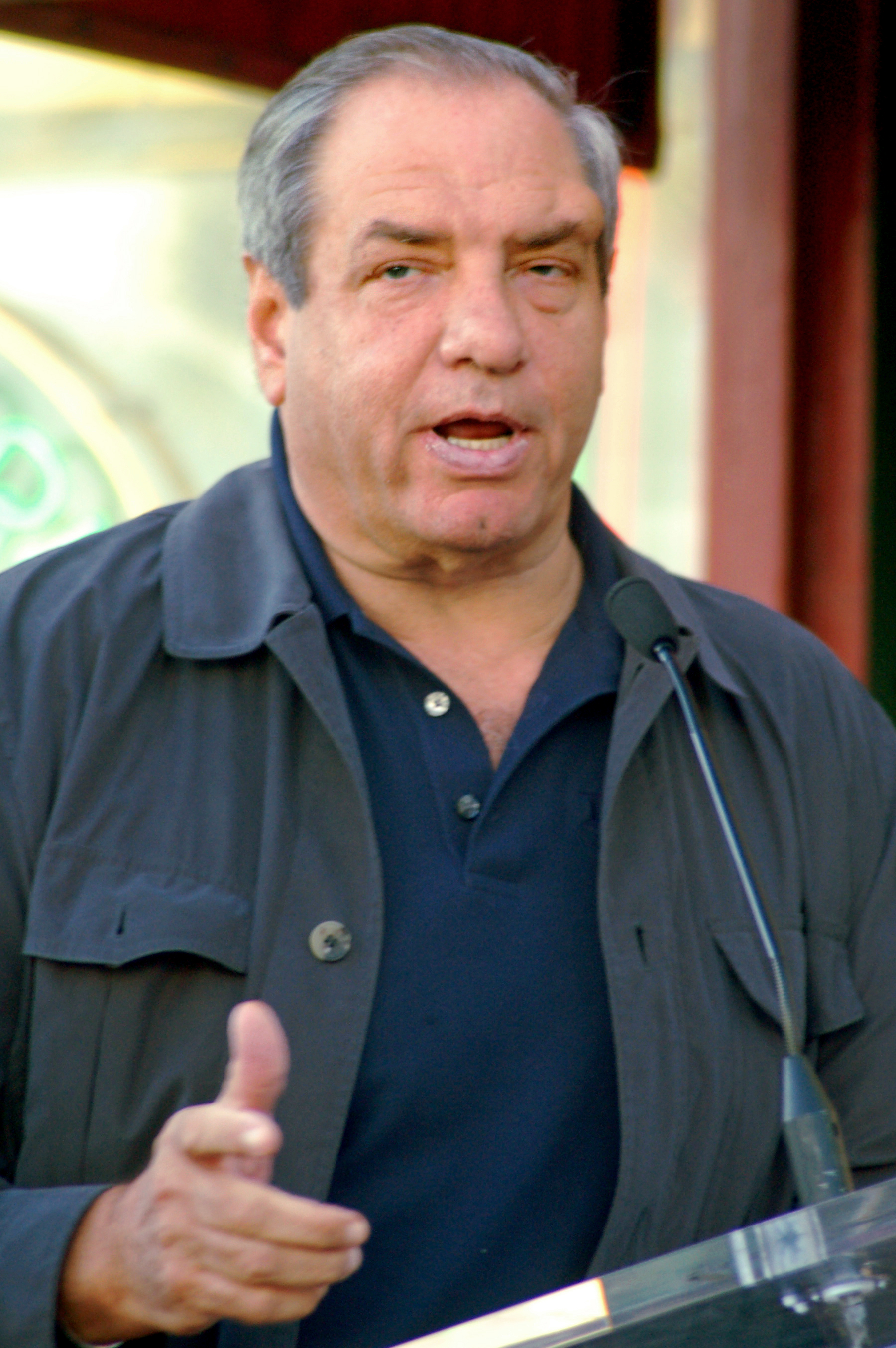
Dick Wolf

Dick Wolf ideò la serie ispirandosi all'omicidio realmente avvenuto il 26 agosto 1986 nel cuore di New York, a Central Park, soprannominato dai media The Preppie Murder. In tale occasione il ventenne Robert Chambers strangolò la diciottenne Jennifer Levin durante quello che lui definì un rapporto sessuale violento, ma consensuale. Il crimine aveva già ispirato il produttore del franchise Law & Order, che a tale vicenda aveva dedicato l'episodio Una complessa personalità (Kiss the Girls and Make Them Die) di Law & Order - I due volti della giustizia (che verrà rivisitato anche dall'episodio della seconda stagione dell'altro spin-off, Law & Order: Criminal Intent: Chi è il mostro?). Successivamente, stimolato dal successo avuto dal film Omicidio a Manhattan (Exiled), ha voluto sviluppare un'intera nuova serie che approfondisse la psicologia dei crimini ed esaminasse il ruolo della sessualità umana.
Originariamente, il titolo pensato per lo spin-off era Law & Order: Sex Crimes, ma Barry Diller, presidente della Studios USA (filiale della NBC) che doveva produrre la serie, fu in disaccordo. Quindi si decise di optare per l'attuale Law & Order: Special Victims Unit, che riflette la divisione del New York City Police Department che si occupa dei reati sessuali. Wolf iniziò a scrivere la sceneggiatura del nuovo show all'inizio del 1999, creando una coppia di personaggi che sarebbe poi diventata una delle più popolari e durature della televisione: Elliot Stabler, un tipico poliziotto e padre di famiglia, e Olivia Benson, nata da uno stupro, che lavorando per l'unità vittime speciali trova un modo per riparare alle ingiustizie subite nella vita. I loro interpreti Christopher Meloni e Mariska Hargitay furono scelti dopo una lunga fase di casting, con piena soddisfazione di Wolf, che li trovò «perfetti». Una scelta che è stata poi premiata negli anni da una lunga serie di candidature e premi che i due attori e la serie hanno raccolto.
Il primo episodio della serie, Il conto da pagare (Payback), è stato trasmesso dalla NBC il 20 settembre 1999. Neal Baer è stato lo showrunner storico; ingaggiato a partire dalla seconda stagione ha svolto il suo lavoro in piena sintonia con Wolf per undici anni, fino alla dodicesima stagione, prima di non rinnovare il contratto con la NBC e passare alla CBS.

### Casting

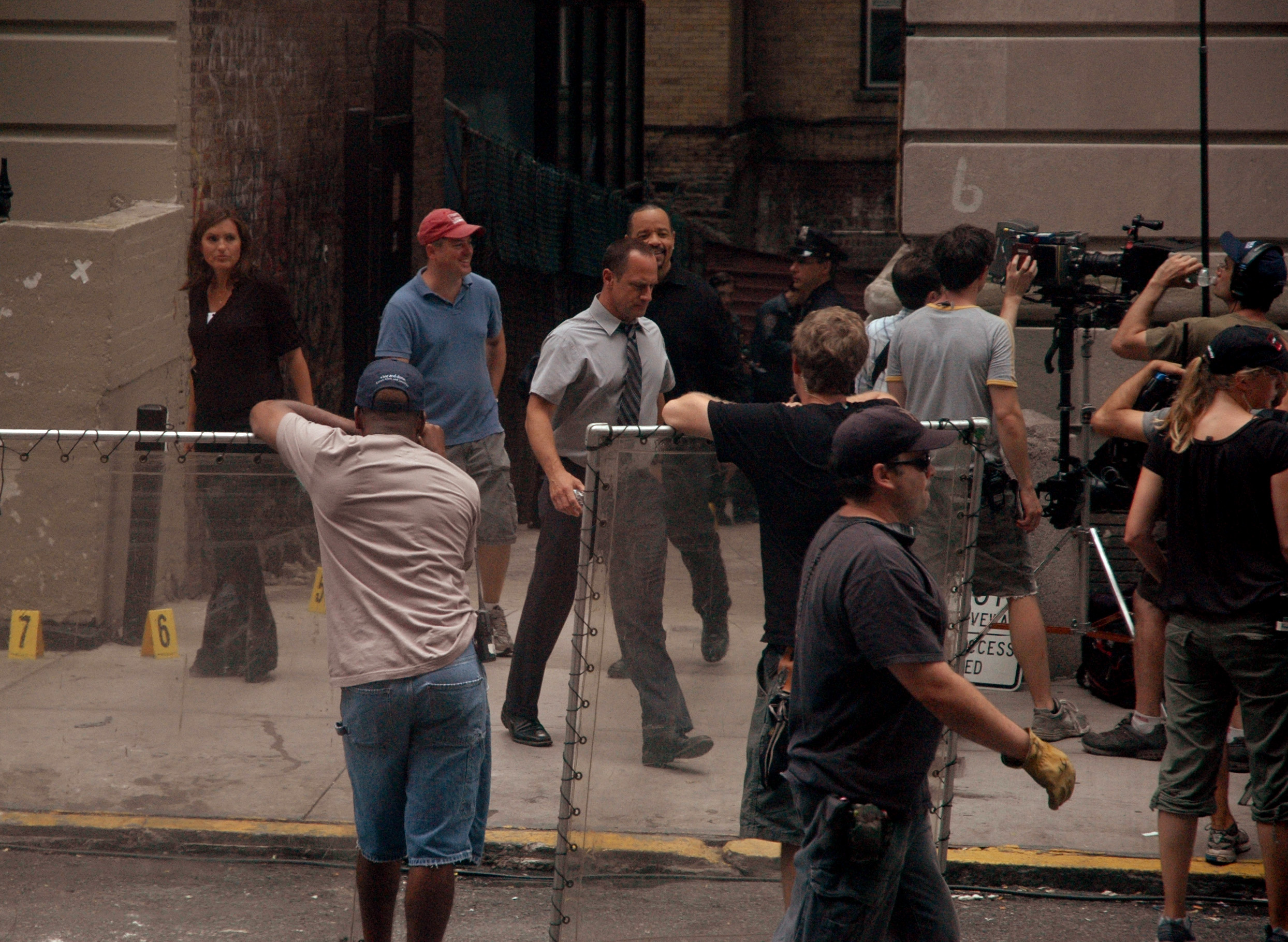
Mariska Hargitay, Christopher Meloni e Ice-T durante alcune riprese in esterna della 12ª stagione

La fase di casting iniziò nella primavera del 1999. Le audizioni finali per trovare gli interpreti della coppia di personaggi principali si tennero al Rockefeller Center di New York, presieduti da Dick Wolf e dai funzionari della NBC e di Studios USA. Per il ruolo del detective Olivia Benson erano presenti le attrici Samantha Mathis, Reiko Aylesworth e Mariska Hargitay, mentre per il ruolo del detective Elliot Stabler i finalisti furono Tim Matheson, Nick Chinlund e Christopher Meloni. Hargitay e Meloni recitarono insieme; al termine, dopo un breve silenzio, Wolf esclamò: «Bene, non c'è dubbio che noi dovremmo scegliere Hargitay e Meloni». Wolf ritenne che tra i due ci fosse una chimica perfetta, fin dalla prima volta che li vide insieme, e i responsabili della rete concordarono. Undici anni dopo, nell'estate del 2010, da un articolo di TV Guide è emerso che Christopher Meloni e Mariska Hargitay erano divenuti la coppia di attori protagonisti più pagata della televisione, con un guadagno medio di 395.000 dollari a testa per episodio. Nella stagione televisiva 2010-2011 solo Hugh Laurie ha avuto un compenso più alto (400.000 dollari per episodio).
Il primo attore a essere ingaggiato, senza dover sostenere un'audizione, fu Dann Florek, per il ruolo del capitano Don Cragen, che aveva già interpretato nelle prime tre stagioni di Law & Order - I due volti della giustizia e nel film TV Omicidio a Manhattan (Exiled). Dopo la cancellazione della serie televisiva Homicide, Richard Belzer contattò Wolf tramite il suo manager per proporgli un nuovo progetto: diventare il partner di Lennie Briscoe in Law & Order. Wolf apprezzò l'idea, ma quel ruolo era già stato assegnato a Jesse L. Martin, così lo invitò a unirsi al cast del nuovo Law & Order: Special Victims Unit, dove sarebbe stato importato il suo personaggio in Homicide, il detective Munch. Dopo aver trovato l'accordo con i creatori del personaggio originale, Belzer fu ufficialmente ingaggiato.
Dean Winters fu ingaggiato per interpretare il partner di Munch, Brian Cassidy, su insistenza dello stesso Belzer. Tuttavia Winters era già impegnato con la serie televisiva della HBO Oz; apparve quindi in pochi episodi e solo nella prima stagione. Con la sua uscita di scena acquistò più spazio Michelle Hurd, che ha impersonato la detective Monique Jefferies. Tuttavia anche Michelle Hurd lasciò lo show all'inizio della seconda stagione per unirsi al cast della serie Leap Years, trasmessa da Showtime. Successivamente il partner fisso di Munch divenne Ice-T, interprete del detective Odafin "Fin" Tutuola, che aveva già lavorato con Wolf in New York Undercover e Omicidio a Manhattan (Exiled).
Nella seconda stagione entrò a far parte del cast anche Stephanie March, per interpretare il ruolo del sostituto procuratore Alexandra Cabot. La March restò nel cast fino all'inizio della quinta stagione, per poi ritornare in una breve apparizione come guest star nella sesta stagione. Successivamente lei e il suo personaggio ricomparvero nell'altro spin-off Conviction prima e nella decima stagione poi; nell'undicesima stagione l'attrice lasciò nuovamente il cast. Dalla quinta stagione, intanto, il suo personaggio era stato sostituito con quello di Casey Novak, interpretata da Diane Neal, che era già apparsa durante la terza stagione come guest star, in un altro ruolo. Rimase nel cast fino alla nona stagione poi fu sostituita da Michaela McManus, che interpretò il ruolo del sostituto procuratore durante la decima stagione. Dalla dodicesima tale ruolo doveva essere affidato a Paula Patton, ma l'attrice lasciò la serie dopo solo un episodio in quanto impegnata con le riprese del nuovo sequel di Mission: Impossible; il suo ruolo fu quindi affidato a Melissa Sagemiller, interprete del sostituto procuratore Gillian Hardwicke. Nella tredicesima stagione Diane Neal e Stephanie March ritornarono insieme nel cast principale, dopo che la prima era già ritornata nella dodicesima stagione come guest star.

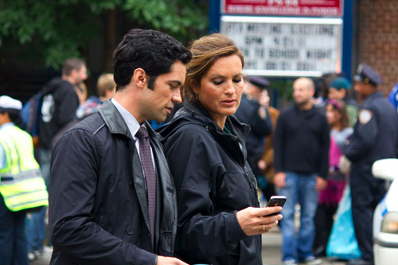
Danny Pino e la Hargitay durante le riprese della 13ª stagione

Tamara Tunie fu chiamata a interpretare il ruolo del medico legale Melinda Warner a partire dalla seconda stagione. Anche Tamara Tunie aveva già lavorato con Wolf in New York Undercover, Feds, e Law & Order - I due volti della giustizia. Inizialmente inserita come personaggio ricorrente, fu promossa nel cast regolare durante la settima stagione. Durante la terza stagione fu ingaggiato anche B. D. Wong, per interpretare il ruolo dello psichiatra forense George Huang. Dopo essere apparso come guest star nell'ottava stagione, nella nona ha fatto il suo ingresso anche Adam Beach, interprete del detective Chester Lake. Anche se inizialmente Wolf aveva pensato a lui per un ruolo permanente nella serie, il suo personaggio non divenne popolare e l'attore uscì dal cast al termine della stessa nona stagione. Durante l'ottava stagione, per sei episodi fu ingaggiata anche l'attrice Connie Nielsen, interprete del detective Danielle Beck, chiamata a supplire la temporanea assenza di Mariska Hargitay, in pausa maternità.
Al termine della dodicesima stagione, fu annunciata l'uscita dal cast di Christopher Meloni. La sua partner storica, Mariska Hargitay, rinnovò invece il contratto per una nuova stagione, che la vedrà impegnata per un numero minore di ore. La minore presenza sullo schermo dell'attrice fu giustificata nella serie con una promozione del suo personaggio. La Hargitay si disse molto dispiaciuta dell'uscita di Meloni, spiegando come le «mancherà terribilmente» in quanto in dodici anni erano diventati partner affiatati sul set e buoni amici nella vita di tutti i giorni. Per sostituire Meloni furono selezionati cinque candidati: David Conrad, Kevin Alejandro, Michael Raymond-James, Danny Pino e Rhys Coiro. Tra di loro, dopo una speciale audizione tenuta il 21 giugno 2011 a New York, fu scelto Danny Pino, nelle sette stagioni televisive precedenti già protagonista nel ruolo del detective Scotty Valens nella serie televisiva Cold Case - Delitti irrisolti. L'ingaggio dell'attore fu annunciato il 27 giugno 2011, insieme all'ingresso nel cast principale di Kelli Giddish, il cui personaggio sostituirà nel corso della stagione quello di Mariska Hargitay, che sarà promosso da detective a sergente. Kelli Giddish, interprete nella stagione televisiva precedente della detective protagonista di Chase, come già accaduto negli anni precedenti ad altri attori entrati nel cast principale, era già apparsa nella serie come guest star durante l'ottava stagione. Inoltre, poche settimane dopo l'annuncio di Meloni, anche B. D. Wong comunicò il suo non ritorno nella tredicesima stagione, dopo essere stato ingaggiato in un'altra serie.
Successivamente Wong riprenderà il ruolo del Dr. Huang nel ventesimo episodio della tredicesima stagione e nel diciannovesimo della quattordicesima stagione.
Nella quattordicesima stagione Raúl Esparza partecipò ad alcuni episodi nelle vesti del sostituto procuratore Rafael Barba e nella quindicesima stagione entrò a far parte del cast come membro regolare.
Nella sedicesima stagione invece, fu Peter Scanavino a entrare nel cast regolare interpretando il detective Dominick Carisi Jr detto Sonny. L'attore era già apparso in altri quattro episodi del franchise Law & Order, interpretando personaggi minori.
Nella diciannovesima stagione Philip Winchester entrò a far parte del cast nel ruolo del sostituto procuratore Peter Stone, prendendo il posto di Raúl Esparza. Winchester lascerà la serie dopo due stagioni e sarà sostituito da Peter Scanavino, il cui personaggio Dominick Carisi passerà da detective a viceprocuratore distrettuale. 
Nella ventunesima stagione Jamie Gray Hyder entrò a far parte del cast prima ricorrente e poi regolare nel ruolo di Katriona "Kat" Tamin, detective sostituta di Carisi.

### Riprese

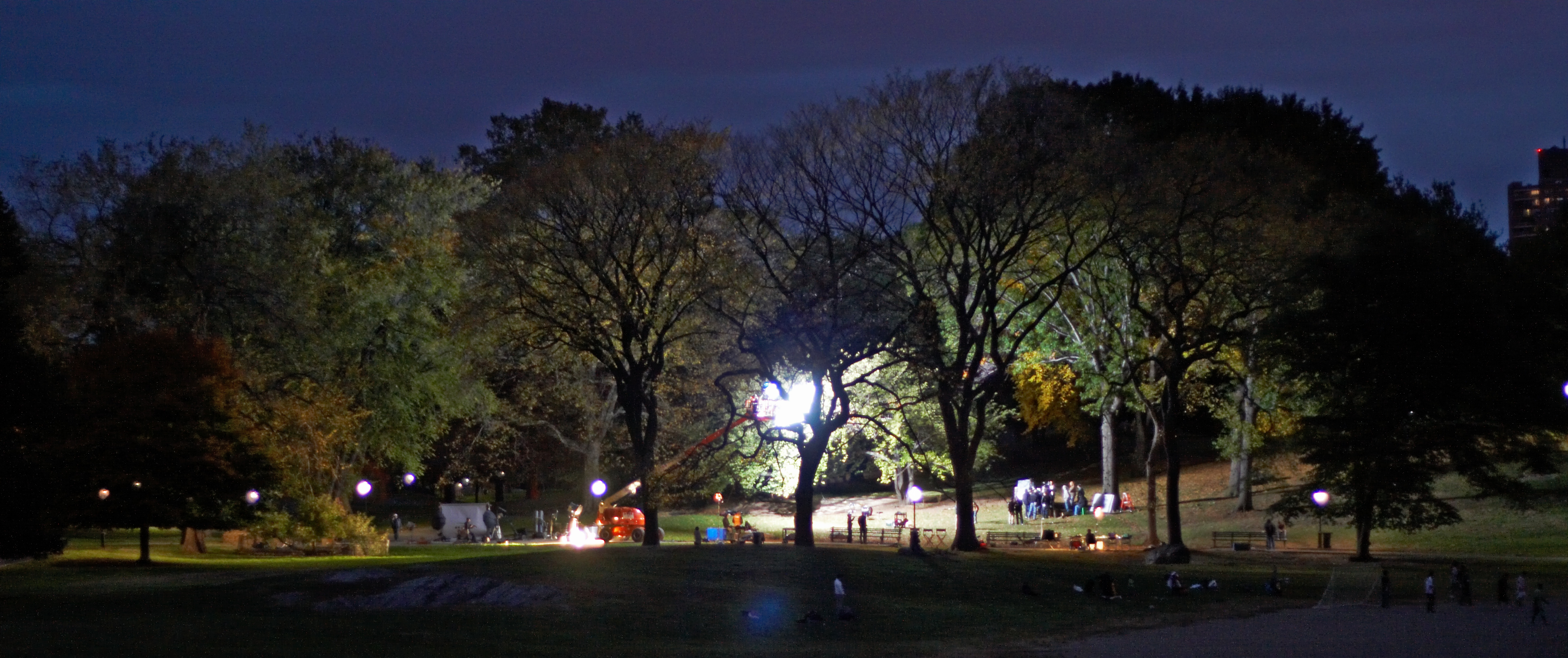
Riprese notturne a Central Park

Le riprese si svolgono interamente a New York, dove la serie è ambientata, coinvolgendo tutti i cinque borough in cui la città è suddivisa: Manhattan, Bronx, Brooklyn, Queens e Staten Island.
Per quanto riguarda le riprese al chiuso, la maggior parte sono girate nello studio televisivo della NBC nei pressi di North Bergen, nel New Jersey. All'interno dello studio, che fornisce un'area di 4.900 m², sono girate anche le scene ambientate all'interno della stazione di polizia dove ha sede l'unità vittime speciali.

## Personaggi e interpreti

### Personaggi principali

Il cast della serie (stagione 22).
Da sinistra: Jamie Gray Hyder, Demore Barnes, Mariska Hargitay, Peter Scanavino, Ice-T e Kelli Giddish

- Elliot Stabler (stagioni 1-12, guest 22-in corso), interpretato da Christopher Meloni, doppiato da Massimo Rossi.
È un detective dell'unità vittime speciali. Ex membro del corpo dei marine, è specializzato nel combattimento corpo a corpo. È cattolico devoto ed è molto dedito al suo lavoro. Vive nel Queens con la moglie Kathy e i suoi cinque figli. Elliot odia i pedofili e non esita un secondo a malmenarli per farli confessare e punirli per le loro colpe. Si dimette dalla polizia dopo aver ucciso per legittima difesa una ragazzina nella centrale di polizia. Ritorna nel nono episodio della ventiduesima stagione, in seguito all'assassinio di sua moglie: rivela di aver lavorato per anni sotto copertura in Italia, per poi tornare a New York come agente delll'unità Organized Crime. Da qui in poi, si ritrova a collaborare in diverse occasioni con i colleghi della sua vecchia unità.
- Olivia Benson (stagione 1-in corso), interpretata da Mariska Hargitay, doppiata da Laura Romano.
Inizialmente detective partner di Elliot, anche lei svolge molto appassionatamente il suo lavoro. Essendo nata in seguito a uno stupro ed essendo rimasta lei stessa vittima di violenza sessuale durante la serie, riesce a essere empatica nei confronti delle vittime che incontra durante i vari casi, solidarizzando facilmente con loro. Tuttavia è divorata dalla sua debolezza interiore infatti non riesce se non raramente a usare le maniere forti per farla pagare a chi osa fare del male a dei bambini cosa che gli viene fatta notare dall'agente dell' FBI Lauren Cooper che la costringe a fare i conti con la sua debolezza quando le ricorda che tante volte ha visto bambini morti o vittime di stupro e di non negare che avrebbe ucciso volentieri un pedofilo che aveva fatto ciò. Davanti a ciò Olivia ammette la sua debolezza credendo che se lo facesse avrebbe troppo da perdere anche se capisce che moralmente sono le regole ingiuste a imporre tali freni assurdi e ingiusti. Assumerà nella quindicesima stagione, tramite concorso, il ruolo di sergente. Diventerà in seguito tenente, per sopperire alle possibili assegnazioni di nuovi capi dell'unità, dirigendola dunque dopo il pensionamento di Cragen. Nella ventunesima stagione viene promossa a capitano. È inoltre madre adottiva di un bambino, Noah Porter-Benson, figlio di una vittima di droga e prostituzione. Dopo aver incontrato Hank Voight e aver visto la sua determinazione a proteggere i più deboli seppur con metodi poco ortodossi ovvero malmenando i criminali poco collaborativi per farli confessare per proteggere gli indifesi lo prende in simpatia e diventano amici e di tanto in tanto si aiutano a vicenda quando ci sono casi in cui sono coinvolte le loro giurisdizioni. È l'unico personaggio del cast originale a essere tuttora presente, nonché il più longevo della serie e dell'intero franchise Law & Order.
- John Munch (stagioni 1-15, guest 15,17), interpretato da Richard Belzer e doppiato da Lucio Saccone.
Già detective anziano dell'unità, viene promosso a sergente durante la nona stagione, "scavalcando" Stabler, per via dell'anzianità. Cinico ma molto ironico, ha molte ex mogli. Va in pensione durante la quindicesima stagione. Prima di approdare all'unità vittime speciali, era un detective della polizia di Baltimora.
- Monique Jeffries (stagioni 1-2, guest 3), interpretata da Michelle Hurd, doppiata da Paola Majano.
Nella prima stagione ha rappresentato il dipartimento nelle udienze in tribunale, e dopo il trasferimento di Brian Cassidy lavora principalmente in coppia con il detective Munch. Nella seconda stagione viene indagata dalla commissione disciplinare per aver avuto una relazione con un sospettato di un vecchio caso, dopodiché viene trasferita nella squadra divisione per poi tornare nella squadra soltanto per un vecchio caso.
- Capitano Donald "Don" Cragen (stagioni 1-15, guest 16, 23), interpretato da Dann Florek, doppiato da Franco Zucca (st. 1-5, 8-16), Gianni Giuliano (st. 6-7) e Ambrogio Colombo (st. 23).
Sposato e padre di un bambino adottivo, è il capitano dell'unità vittime speciali del dipartimento di polizia di New York fino all'undicesimo episodio della quindicesima stagione, quando lascia l'incarico per andare in pensione e viene sostituito dalla sua pupilla Olivia Benson. In precedenza ha fatto parte del ventisettesimo distretto di polizia di New York con la stessa carica ma nella squadra Omicidi.
- Odafin "Fin" Tutuola (stagione 2-in corso), interpretato da Ice-T, doppiato da Paolo Marchese.
Ex detective della divisione narcotici, ed ex marine, fa il suo ingresso nell'unità vittime speciali nel primo episodio della seconda stagione, chiamato a sostituire la detective Monique Jeffries. Ha un figlio omosessuale, Ken, che lo renderà nonno del piccolo Jaden. Nella diciottesima stagione supera l'esame per diventare Sergente, essendo promosso contro la sua volontà. Dopo Olivia Benson, è il personaggio più presente della serie.
- Alexandra "Alex" Cabot (stagioni 2-5, 11, ricorrente 10, 13 e guest 6, 19), interpretata da Stephanie March, doppiata da Alessandra Korompay.
È stata la brillante sostituto procuratore dalla seconda stagione. All'inizio della quinta stagione rimane vittima di un tentato omicidio, che la costringerà a ritirarsi dall'attività e crearsi una nuova identità seguendo un programma di protezione. Dopo la morte in prigione del mandante del suo tentato omicidio, un potente narcotrafficante, può lasciare la sua identità di copertura. Fa ritorno nella decima stagione, ma nell'undicesima stagione, dopo aver conosciuto un'immigrata clandestina proveniente dal Congo, rimasta vittima di molti abusi, decide di entrare in aspettativa e unirsi ad una task force internazionale per perseguire i crimini che avvengono in aree "calde" del mondo come quella congolese. Ritorna nuovamente nella tredicesima stagione per un caso di stupro che coinvolge il primo ministro italiano e altri sette casi per poi lasciare nuovamente l'incarico. Ritorna come guest star nella diciannovesima stagione: Alex da anni è entrata a far parte di un'organizzazione segreta che aiuta le donne maltrattate a scappare dai loro mariti e dai loro partner organizzando le loro sparizioni.
- George Huang (stagioni 4-12, ricorrente 2-3 e guest 13-15, 17), interpretato da B. D. Wong, doppiato da Gianni Bersanetti.
È un profiler dell'FBI che assiste l'unità vittime speciali in qualità di consulente psichiatrico. È molto calmo e riesce facilmente a socializzare con le persone, ma nonostante ciò nel corso delle stagioni è stato aggredito da alcuni psicopatici.
- Casey Novak (stagioni 5-9, ricorrente 12-13), interpretata da Diane Neal, doppiata da Paola Majano.
Giovane e idealista sostituto procuratore, è chiamata a surrogare Alexandra Cabot a partire dalla quinta stagione. È molto simpatica e devota al suo lavoro ma, a volte, pur di inseguire i suoi fini idealistici, arriva a commettere abusi nell'esercizio delle sue funzioni cosa di cui in fondo non si pente minimamente se serve a proteggere qualcuno vittima di leggi ingiuste. Nella nona stagione, dopo aver violato un giusto processo nei confronti di un poliziotto corrotto accusato di stupro, sembra venire radiata. Ritorna a partire dalla dodicesima stagione, dove si scopre che in realtà non era stata radiata ma sospesa per tre anni per poi ritirarsi dall'incarico.
- Dottoressa Melinda Warner (stagioni 7-12, ricorrente 2-6,13-17 e guest 19, 21-23), interpretata da Tamara Tunie, doppiata da Anna Cesareni.
È il medico legale del dipartimento. È nel cast regolare dalla settima alla dodicesima stagione, per poi divenire personaggio ricorrente dalla stagione successiva.
- Chester Lake (stagione 9, ricorrente 8), interpretato da Adam Beach, doppiato da Pasquale Anselmo.
Viene trasferito all'unità vittime speciali nel corso dell'ottava stagione e diventa partner del detective Tutuola. È molto simpatico e sorridente, svolge con molta passione il suo lavoro. Ha passato l'infanzia e l'adolescenza in affidamento. Alla fine della nona stagione, spara a un poliziotto che era stato accusato di stupro molti anni prima, uccidendolo e venendo ferito da un secondo poliziotto. Anche se i colleghi inizialmente stabiliscono che ha sparato per legittima difesa, quando esce dall'ospedale viene ritrovato davanti al corpo ucciso del secondo poliziotto, e quindi arrestato.
- Kim Greylek (stagione 10), interpretata da Michaela McManus, doppiata da Monica Gravina.
È il sostituto procuratore che sostituisce Casey Novak durante la decima stagione. Ha un carattere molto rigido ed è estremamente indisposta nei confronti dei suoi colleghi. Viene chiamata da tutti Giovanna D'Arco, poiché si oppone fermamente alle regole del distretto. Esce di scena nella stessa stagione per tornare a Washington al suo precedente incarico.
- Amanda Rollins (stagione 13-in corso), interpretata da Kelli Giddish, doppiata da Chiara Colizzi.
Originaria di Atlanta, appena trasferitasi a New York collabora con il detective Amaro per catturare uno stupratore seriale originario dalla sua stessa città di provenienza. Ha sostituito il lavoro di Detective di Olivia Benson, passata a supervisore della polizia dopo le dimissioni del Detective Elliott Stabler. Ha il vizio delle scommesse e una sorella minore, Kim, che la mette nei guai con il lavoro ogni volta che le fa visita a causa del suo disturbo bipolare. Dopo aver avuto una breve storia con il tenente Declan Murphy, resterà incinta di una bambina, Jesse, che deciderà di crescere da sola. Avrà inoltre un'altra figlia, Billie, durante la ventesima stagione. Nella ventitreesima stagione inizia una relazione con Sonny Carisi, che sposerà nella ventiquattresima e nella venticinquesima nascerà il loro figlio Nick.
- Nick Amaro (stagione 13-16, guest 23), interpretato da Danny Pino, doppiato da Fabrizio Vidale.
Detective italoamericano, entra nella squadra nel secondo episodio della tredicesima stagione in sostituzione di Elliot Stabler. Sposato con Maria, una donna soldato, e padre di una bambina di quattro anni, Zara, nelle prime collaborazioni con l'unità vittime speciali ha occasione di salvare la collega Rollins da un tentativo di stupro da parte di un sospettato. È molto attraente, carismatico e usa queste doti per far confessare i sospettati. Scoprirà di avere anche un figlio, Gilberto, concepito con una donna durante il periodo in cui era sotto copertura per un caso. Si dimette al termine della sedicesima stagione dopo essere stato ferito non gravemente da Johnny Drake, costringendolo alla riabilitazione e al trasferimento in California per un nuovo lavoro, anche per poter stare più vicino ai suoi figli, per poi tornare nel sesto episodio della ventitreesima stagione come genetista di una società che testa campioni di DNA.
- Rafael Barba (stagioni 15-19, ricorrente 14 e guest 21-23), interpretato da Raúl Esparza, doppiato da Alessio Cigliano.
È un sostituto procuratore trasferitosi a Manhattan all'inizio della quattordicesima stagione; dotato di un forte carattere, le sue strategie in preparazione dei processi includono il mettere sotto pressione non solo i detective con cui collabora ma anche vittime e testimoni. Rafael mostra di avere grande umanità e compassione in quanto sa che a volte la giustizia non basta e bisogna fare la cosa più morale e, pur di mandare dentro un pericoloso criminale o proteggere le vittime, non esita a usare degli stratagemmi a volte illegali mentre quando vede che i colpevoli sono più vittime che criminali pur di aiutarli non esita un secondo a trovare una soluzione che eviti loro la prigione. Esce di scena nel tredicesimo episodio della diciannovesima stagione dopo essersi dimesso dall'incarico dopo aver affrontato il processo che lo vedeva coinvolto.
- Dominick "Sonny" Carisi, Jr. (stagione 16-in corso), interpretato da Peter Scanavino, doppiato da Christian Iansante.
Si unisce alla squadra all'inizio della sedicesima stagione. Di origini italiane, inizialmente è molto scontroso e spesso si trova in disaccordo con Nick Amaro, per questo non si dispiace moltissimo quando quest'ultimo dà le dimissioni. Si destreggia tra il lavoro e gli studi, infatti frequenta la facoltà di legge. All'inizio della ventunesima stagione sostituisce Peter Stone come vice-procuratore. A partire dalla ventitreesima stagione comincia una relazione con Amanda Rollins, che sposerà nella stagione successiva e nella venticinquesima avranno un bambino, Nick.
- Peter Stone (stagione 19-20), interpretato da Philip Winchester, doppiato da Massimo De Ambrosis.
Nuovo sostituto procuratore che sostituisce Rafael Barba a partire dal quattordicesimo episodio della diciannovesima stagione. È il figlio di Benjamin Stone, vice procuratore distrettuale delle prime quattro stagioni della serie madre Law & Order - I due volti della giustizia. Lascia il ruolo al termine della ventesima stagione perché non si sente più adatto a perseguire casi del genere.
- Katriona Tamin (stagioni 21-23) interpretata da Jamie Gray Hyder, doppiata da Letizia Scifoni.
Inizialmente agente del distretto, viene promossa a detective nell'undicesimo episodio della ventiduesima stagione. Essendo molto giovane e alle prime armi, è estremamente ansiosa di lavorare e dimostrare ai suoi colleghi di essere un'ottima investigatrice. È determinata a consegnare i criminali alla giustizia, anche se ciò significa farsi aggredire o molestare e, talvolta supera il limite, nonostante le sue buone intenzioni, avendo grandi battibecchi con Sonny. Il suo partner è il sergente Tutuola, con il quale non si trova molto d'accordo. All'inizio della stagione 23, viene ferita durante un'operazione, cosa che la costringe alle dimissioni e ad una nuova carriera.
- Christian Garland (stagioni 22-23, ricorrente 21) interpretato da Demore Barnes, doppiato da Gabriele Sabatini.
È il nuovo vicecapo dell'Unità Vittime Speciali, in sostituzione di William Dodds. È una persona molto calma e pacata che, sin dall'inizio, crea un'ottima intesa con Olivia Benson. Nel secondo episodio della ventitreesima stagione, si dimette a seguito di un caso molto controverso e per evitare di essere sollevato dall'incarico.
- Joseph Velasco (stagioni 23-26), interpretato da Octavio Pisano, doppiato da Emiliano Coltorti.
Detective molto giovane e bello, di origini messicane, che arriva in sostituzione di Katriona Tamin a inizio ventitreesima stagione. Lavora assieme ad Amanda Rollins, con la quale instaura un buon rapporto.
- Terry Bruno (stagioni 26-in corso; ricorrente stagioni 24-25), interpretato da Kevin Kane, doppiato da Stefano Crescentini.
È il nuovo detective proveniente dall'unità vittime speciali del Bronx.
- Grace Muncy (stagione 24), interpretata da Molly Burnett, doppiata da Chiara Gioncardi.
- Kate Silva (stagione 26), interpretata da Juliana Aidén Martinez, doppiata da Eva Padoan.

### Personaggi secondari
- Brian Cassidy (stagioni 1, 13-15 e guest 19-20), interpretato da Dean Winters, doppiato da Christian Iansante (st. 1) e Andrea Lavagnino (st.13-20).
È stato il partner del detective Munch nella prima stagione. Pur avendo un genuino desiderio di lavorare nell'unità, presto si rende conto di non essere emotivamente adatto per affrontare i casi più efferati, quindi il capitano Cragen l'aiuta a trasferirsi a un altro dipartimento. Si ripresenta nella tredicesima stagione e occasionalmente offre il suo aiuto alla squadra. Ritorna nella diciannovesima stagione come investigatore della procura.
- Ed Tucker (stagioni 3-21), interpretato da Robert John Burke, doppiato da Sergio Di Giulio (ep. 3x14), da ? (ep. 4x12, 4x21, 4x24), da Massimo Bitossi (ep. 5x25), da Diego Reggente (ep. 8x14), da Ambrogio Colombo (ep. 9x16, 10x15, 14x15), da Pierluigi Astore (ep. 11x09), da Oliviero Dinelli (ep 12x11, 12x23), da Angelo Maggi (st. 15-18) e da Saverio Indrio (ep. 21x12).
Inizialmente sergente, ma successivamente promosso a tenente e poi a capitano degli affari interni, indaga sui reati commessi dagli investigatori della Polizia di New York. Per la sua rigidità, è spesso considerato un uomo antipatico ma, alla fine della diciassettesima stagione, intreccia una relazione sentimentale con la tenente Olivia Benson. Muore nella ventunesima stagione, suicidatosi con un colpo di pistola.
- Elizabeth Donnelly (stagioni 3-12), interpretata da Judith Light, doppiata da Fabrizia Castagnoli.
Lavora per l'ufficio del procuratore distrettuale di Manhattan, come supervisore del vice procuratore Alexandra Cabot e del suo successore, Casey Novak. In seguito svolgerà il ruolo di giudice.
- Dani Beck (stagione 8), interpretata da Connie Nielsen, doppiata da Sabrina Duranti.
Sostituisce temporaneamente Olivia Benson durante l'ottava stagione, quando quest'ultima viene impiegata in un'operazione sotto copertura.
- Gillian Hardwicke (stagione 12), interpretata da Melissa Sagemiller, doppiata da Chiara Colizzi.
È il sostituto procuratore che persegue i criminali in tribunale in parte della dodicesima stagione.
- Elana Barth (stagioni 13-18, guest 21), interpretata da Jenna Stern
Lavora come giudice per i casi dell'unità vittime speciali dalla stagione 13 alla 18. È molto clemente nel far scontare le pene ai detenuti, tranne con i pedofili e gli stupratori. Nella ventunesima stagione rivela di essere diventata avvocatessa e cambia totalmente: pur di vincere è in grado di infangare un processo. Nell'ultimo episodio della medesima stagione, avrà un brutto scontro con Olivia Benson.
- Vice capo William Dodds (stagioni 16-21), interpretato da Peter Gallagher, doppiato da Francesco Prando.
È il vice capo dell'unità vittime speciali di New York. È il padre del sergente Mike Dodds.
- Mike Dodds (stagione 17), interpretato da Andy Karl, doppiato da Simone D'Andrea.
È il figlio del vice capo William Dodds, grazie a suo padre entrerà come sergente nell'unità vittime speciali, dopo la promozione di Olivia a tenente. Nonostante le iniziali difficoltà riuscirà a integrarsi nella squadra, è un uomo serio e competente. Lui e la squadra perseguiranno il secondino del carcere femminile Gary Munson per stupro, quest'ultimo ucciderà Mike mentre cercava di salvare la moglie di Gary dopo che il marito l'aveva presa in ostaggio.
- Vanessa Hadid (stagione 21), interpretata da Zuleikha Robinson.
È la capo ufficio dei vice procuratori assegnati all'unità vittime speciali.
- Hasim Khaldun (stagione 21-22), interpretato da Ari'el Stachel.
È il sergente della squadra che indaga sulle violenze sessuali nelle vie metropolitane. Collabora con l'unità vittime speciali e appare in molti episodi.
- Thomas McGrath (stagioni 22-25), interpretato da Terry Serpico, doppiato da Mario Cordova (ep. 22x16-23x10) e da Stefano Mondini (ep. 23x12-25x04).
È il nuovo capo dell'unità vittime speciali che sostituisce Christian Garland all'inizio della ventitreesima stagione.

### Guest star
Nel corso degli anni sono stati molti gli attori celebri che hanno partecipato come guest star alla serie. Tra questi, Amanda Plummer, Leslie Caron, Ann-Margret, Ellen Burstyn e Cynthia Nixon hanno ricevuto un Premio Emmy per la loro interpretazione; e molti altri hanno ricevuto almeno una candidatura, tra cui anche Robin Williams, Angela Lansbury, Marcia Gay Harden, Marlee Matlin, Mare Winningham, Jane Alexander, Jerry Lewis e Tracy Pollan.
Tra gli altri sono apparsi: Angie Harmon, Jerry Orbach, Jesse L. Martin, Sam Waterston, Steven Hill, Jennifer Esposito, Kelly Bishop, Laila Robins, Sara Ramírez, Kate Mara, Michelle Monaghan, Hayden Panettiere, Eric Roberts, Eddie Cahill, Anna Belknap, Karen Allen, Justin Kirk, Shirley Knight, Elizabeth Banks, Piper Laurie, John Ritter, Bobby Cannavale, Michael Pitt, Emily Deschanel, Henry Winkler, Mary Steenburgen, Dianne Wiest, Eric Stoltz, Lee Pace, Sherilyn Fenn, Pam Grier, Will Arnett, Chandra Wilson, Rainn Wilson, Bruce Davison, Titus Welliver, Robert John Burke, Elizabeth Mitchell, Judd Hirsch, Jason Ritter, Frank Langella, Joe Morton, Rory Culkin, Mitch Pileggi, Beverly D'Angelo, George Segal, Jacqueline Bisset, Miklós Hargitay, Milo Ventimiglia, Serena Williams, Michael Emerson, Jane Seymour, Jane Krakowski, Abigail Breslin, Ming-Na Wen, Maggie Grace, Amanda Seyfried, Kyle MacLachlan, Viola Davis, John Savage, Barry Bostwick, Matthew Modine, Martin Short, Cathy Moriarty, Danielle Panabaker, Bradley Cooper, Angela Lansbury, Alfred Molina, Rita Moreno, Bebe Neuwirth, Mary Stuart Masterson, Robert Patrick, Lynda Carter, Noah Emmerich, Paul Wesley, Paula Garcés, Dean Cain, Veronica Cartwright, Teri Garr, Željko Ivanek, Mathew St. Patrick, Ludacris, Lou Diamond Phillips, Kate Mulgrew, Brittany Snow, Norman Reedus, Anthony Anderson, Marcia Gay Harden, Robert Vaughn, Charles Shaughnessy, Jerry Lewis, Debra Jo Rupp, Elle Fanning, Bob Saget, Catherine Bell, Chris Sarandon, Brian Dennehy, Paget Brewster, Blair Underwood, Kal Penn, Bill Goldberg, Ray Wise, Cary Elwes, Emily VanCamp, Kathy Baker, Dylan Walsh, Steven Weber, Cynthia Nixon, Melissa Joan Hart, Elizabeth McGovern, Jared Harris, Mark Valley, Rhea Perlman, Bill Pullman, Robin Williams, Stephen Collins, Luke Perry, Sara Gilbert, Julie Bowen, Teri Polo, Tom Noonan, Ellen Burstyn, James Brolin, Jesse McCartney, Michael Badalucco, Debi Mazar, Clea DuVall, Brenda Blethyn, Ryan Dunn, Sarah Hyland, Burt Young, Wallace Shawn, Frank Grillo, Vincent Curatola, Matthew Lillard, Cicely Tyson, Delroy Lindo, Jeri Ryan, Hilary Duff, Alan Dale, Carol Kane, Nick Stahl, Wentworth Miller, Christine Lahti, Eric McCormack, Deborah Ann Woll, Stephen Rea, Scott Foley, John Larroquette, Sarah Paulson, Mischa Barton, Brad Dourif, Sharon Stone, Isabelle Huppert, Joan Cusack, Henry Ian Cusick, Jennifer Love Hewitt, Maria Bello, A. J. Cook, Jeremy Irons, Kenny Johnson, Colm Feore, Debra Messing, Rose McGowan, Rita Wilson, John Stamos, Ryan Hurst, Carmelo Anthony, Franco Nero, Ron Rifkin, Andre Braugher, Linus Roache, Carrie Preston, Treat Williams, Kevin Pollak, Harry Connick Jr., Michael McKean, Jake T. Austin, Michael Weston, Chloë Sevigny, Tony Hale, Martha Stewart, T. R. Knight, Peter Jacobson, Adam Baldwin, Kathryn Erbe, Scott Bakula, Patricia Arquette, Denis O'Hare, Jane Kaczmarek, Mike Tyson, Chazz Palminteri, Nia Vardalos, Rosanna Arquette, Sophia Bush, Glenn Morshower, David Conrad, Donal Logue, Katie Couric, Alec Baldwin, Cybill Shepherd, Jason Beghe, Meagan Good, Glenn Plummer, Marcia Cross, Patti LuPone, Lili Taylor, Whoopi Goldberg, Virginia Madsen, Robert Sean Leonard, Sandrine Holt, Griffin Dunne, Joe Biden, Wallace Langham, Anthony Edwards, Gary Cole, Bob Gunton, Tate Donovan, Missy Peregrym, Chris Diamantopoulos, Will Chase, Isaiah Thomas, Martin Donovan, Ned Eisenberg, Brooke Shields, Janel Moloney, Susie Essman, Will Sasso, Wayne Knight, Ray McKinnon, Fionnula Flanagan, Kurt Fuller, Carl Weathers, George Newbern, Sasha Alexander, Luke Kirby, Jude Ciccolella, Aida Turturro, William Sadler, Snoop Dogg, Orlando Jones, Ian McShane, Ariel Winter, Guillermo Díaz, Adam Arkin, Nicholas Turturro, Riki Lindhome, Jordan Lane Price, Annabella Sciorra, Armando Riesco, Anna Wood, Bradley Whitford, Nancy Travis.

## Riconoscimenti
- 2000 - Prism Award
  - Miglior episodio di una serie tv drammatica
- 2001 - BMI Film & TV Awards
  - Miglior performance musicale a Mike Post
- 2001 - Edgar Award
  - Miglior episodio TV a Michael R. Perry
- 2002 - BMI Film & TV Awards
  - Miglior performance musicale a Mike Post
- 2002 - NAACP Image Award
  - Miglior attore non protagonista in una serie TV drammatica a Ice-T
- 2003 - BMI Film & TV Awards
  - Miglior performance musicale a Mike Post
- 2003 - Edgar Award
  - Miglior episodio TV a Dawn DeNoon e Lisa Marie Petersen
- 2003 - SHINE Award
  - Miglior episodio di una serie TV drammatica
- 2004 - BMI Film & TV Awards
  - Miglior performance musicale a Mike Post
- 2004 - Gracie Allen Awards
  - Miglior attrice protagonista in una serie TV drammatica a Mariska Hargitay
- 2004 - Prism Award
  - Miglior episodio di una serie tv drammatica
- 2004 - SHINE Award
  - Miglior serie TV drammatica
- 2004 - Satellite Award
  - Miglior guest star a Jerry Lewis
- 2005 - ASCAP Award
  - Miglior serie TV
- 2005 - BMI Film & TV Awards
  - Miglior performance musicale a Mike Post
- 2005 - Prism Award
  - Miglior episodio di una serie tv drammatica
- 2005 - Golden Globe
  - Miglior attrice in una serie TV drammatica a Mariska Hargitay
- 2005 - Emmy Award
  - Miglior attrice guest star in una serie TV drammatica ad Amanda Plummer
- 2006 - ALMA Award
  - Miglior sceneggiatura per una serie TV drammatica
- 2006 - ASCAP Award
  - Miglior serie TV
- 2006 - BMI Film & TV Awards
  - Miglior performance musicale a Mike Post
- 2006 - Emmy Award
  - Miglior attrice protagonista in una serie TV drammatica a Mariska Hargitay
- 2006 - Turner Prize
  - Miglior serie TV drammatica
- 2007 - BMI Film & TV Awards
  - Miglior performance musicale a Mike Post
- 2007 - Emmy Award
  - Miglior attrice guest star in una serie TV drammatica a Leslie Caron
- 2007 - Gracie Allen Awards
  - Miglior serie TV drammatica
- 2007 - Prism Award
  - Miglior performance in una serie tv drammatica a Mariska Hargitay
- 2008 - BMI Film & TV Awards
  - Miglior performance musicale a Mike Post
- 2008 - Emmy Award
  - Miglior attrice guest star in una serie TV drammatica a Cynthia Nixon
- 2009 - BMI Film & TV Awards
  - Miglior performance musicale a Mike Post
- 2009 - Emmy Award
  - Miglior attrice guest star in una serie TV drammatica a Ellen Burstyn
- 2009 - Gracie Allen Awards
  - Miglior attrice protagonista in una serie TV drammatica a Mariska Hargitay
- 2009 - People's Choice Awards
  - Miglior scena con una guest star a Robin Williams
- 2009 - Prism Award
  - Drama Series - Mental Health
- 2010 - Emmy Award
  - Miglior attrice guest star in una serie TV drammatica a Ann-Margret
- 2010 - NAACP Image Award
  - Miglior attore non protagonista in una serie TV drammatica a Delroy Lindo
- 2018 - E! People's Choice Awards
  - Star in una serie TV drammatica a Mariska Hargitay

## Casi mediatici
Law & Order - Unità vittime speciali ha avuto una grossa risonanza mondiale nel maggio 2011, quando la vera Special Victims Unit del New York City Police Department ha arrestato con l'accusa di violenza sessuale Dominique Strauss-Kahn, direttore generale del Fondo Monetario Internazionale e candidato alle primarie socialiste per le elezioni presidenziali francesi del 2012; molti siti web d'informazione e fan della serie TV hanno commentato, e talvolta ironizzato, sulla notizia. Nel mese di luglio 2011 la produzione di Law & Order: SVU ha confermato la realizzazione all'interno della tredicesima stagione di un episodio ispirato alla vicenda, Terra bruciata, con protagonista la guest star Franco Nero nei panni di un candidato primo ministro, Roberto Di Stasio, accusato di violenza sessuale da una cameriera.
Sempre a luglio 2011 è stato annunciato che un altro episodio della tredicesima stagione sarebbe stato ispirato alle vicende che hanno portato alla separazione tra Arnold Schwarzenegger e la moglie Maria Shriver, avvenuta due mesi prima. Per interpretare il personaggio ispirato a Schwarzenegger, il potente politico Andrew Raines, è stata scelta la guest star Kyle MacLachlan.
A novembre 2015 è andato in onda negli Stati Uniti l'ottavo episodio della diciassettesima stagione, Caccia all'assassino, ispirato all'omicidio di Yara Gambirasio, avvenuto a Brembate di Sopra il 26 novembre 2010.

## Remake
Visto il successo della serie, venne prodotto in Russia un remake intitolato Law & Order: Division of Field Investigation (Закон и Порядок: Отдел оперативных расследований). La serie, composta da 46 episodi suddivisi in tre stagioni, è andata in onda tra il 2007 e il 2009.

## Spin-off
Il 30 marzo 2020 è stato annunciato che Meloni tornerà ad interpretare il detective Elliott Stabler in un nuovo spin-off, sempre prodotto da Dick Wolf, intitolato Law & Order: Organized Crime che vede Stabler a capo di una task force che combatte la criminalità organizzata. Era prevista inizialmente una prima stagione di 13 episodi, poi ridotti a 8. Inoltre il 30 aprile 2020, lo sceneggiatore Warren Leight ha dichiarato che Meloni tornerà nella première della ventiduesima stagione di Unità vittime speciali. Il ritorno era inizialmente previsto per il finale della ventunesima stagione, ma a causa dello stop della produzione per la pandemia di Covid-19, il tutto è stato rinviato al 1º aprile 2021.